# Земли Гогенцоллернов
Зе́мли Гогенцо́ллернов (нем. Hohenzollernsche Lande, после 1928: Hohenzollerische Lande), также называемая провинцией Гогенцоллерн (нем. Provinz Hohenzollern) — особая административная единица в Пруссии, официально не входившая ни в одну из провинций, но обладавшая почти всеми провинциальными функциями. 
Провинция включала перешедшие в 1850 году под контроль прусского короля земли бывших княжеств (государств) Гогенцоллерн-Зигмаринген и Гогенцоллерн-Гехинген, принадлежавшие к младшей швабской католической линии династии Гогенцоллернов. С 1871 года — часть единой Германии. Упразднена в 1947 году. Сегодня эта территория является частью современной ФРГ и целиком расположена в земле Баден-Вюртемберг.

## История
Ещё в 1695 году князь Фридрих Вильгельм Гогенцоллерн заключил с Бранденбургским домом Гогенцоллернов договор о наследстве, по которому в случае прекращения Швабской линии Гогенцоллернов все её земли должны были перейти к Бранденбургу. В ходе немецкой революции прусские войска для подавления возникших в Гогенцоллерн-Гехингене беспорядков заняли княжество. По договору 1849 года князь Фридрих-Вильгельм-Константин уступил княжество Пруссии и умер в 1869 году, не оставив мужского потомства. Тяжёлое экономическое положение вызвало революцию и в княжестве Гогенцоллерн-Зигмаринген. Его князь Карл в 1848 году отрёкся от престола в пользу своего сына Карла Антона, но и тот не смог успокоить волнений. Княжество было занято прусской армией, и 7 декабря 1849 года князь уступил его Пруссии, а сам поступил на прусскую службу. Официальная передача обоих княжеств под контроль Пруссии состоялась в 1850 году.
Земли Гогенцоллернов в административном плане представляли собой один единственный административный округ Зигмаринген со столицей в городе Зигмаринген. Округ формально не входил ни в одну прусскую провинцию и был наделён многими провинциальными функциями. Некоторые административные вопросы региона обслуживались, однако, расположенной по соседству Рейнской провинцией.
В 1925 году в Землях Гогенцоллернов было введено прусское административное деление на районы, заменившее прежнее историческое деление региона на управления (обер-амты), сохранявшееся ещё со времён существования княжеств.

## Послевоенное развитие
В 1946 году на территории, входившей во французскую оккупационную зону Германии, была создана земля Вюртемберг-Гогенцоллерн, объединившая бывшие Земли Гогенцоллернов с оказавшейся во французской зоне южной частью бывшего Вюртемберга. В 1952 году земля Вюртемберг-Гогенцоллерн вошла в состав вновь образованной земли Баден-Вюртемберг. После административной реформы 1973 года границы бывших Земель Гогенцоллернов были размыты, и эта территория сегодня в административном плане более не представляет собой какой-либо самостоятельной административной единицы. Тем не менее, основная часть бывших Земель Гогенцоллернов расположена в сегодняшних районах Зигмаринген и Цоллернальб.

## География и экономика
Территория располагалась узкой полосой от восточных склонов Шварцвальда и реки Неккар за Дунай и до Боденского озера. Регион отличался гористой местностью. Здесь имелось много железных руд, гипса, каменной соли, каменного угля и торфа. Жители занимались, главным образом, земледелием и скотоводством.

## Население

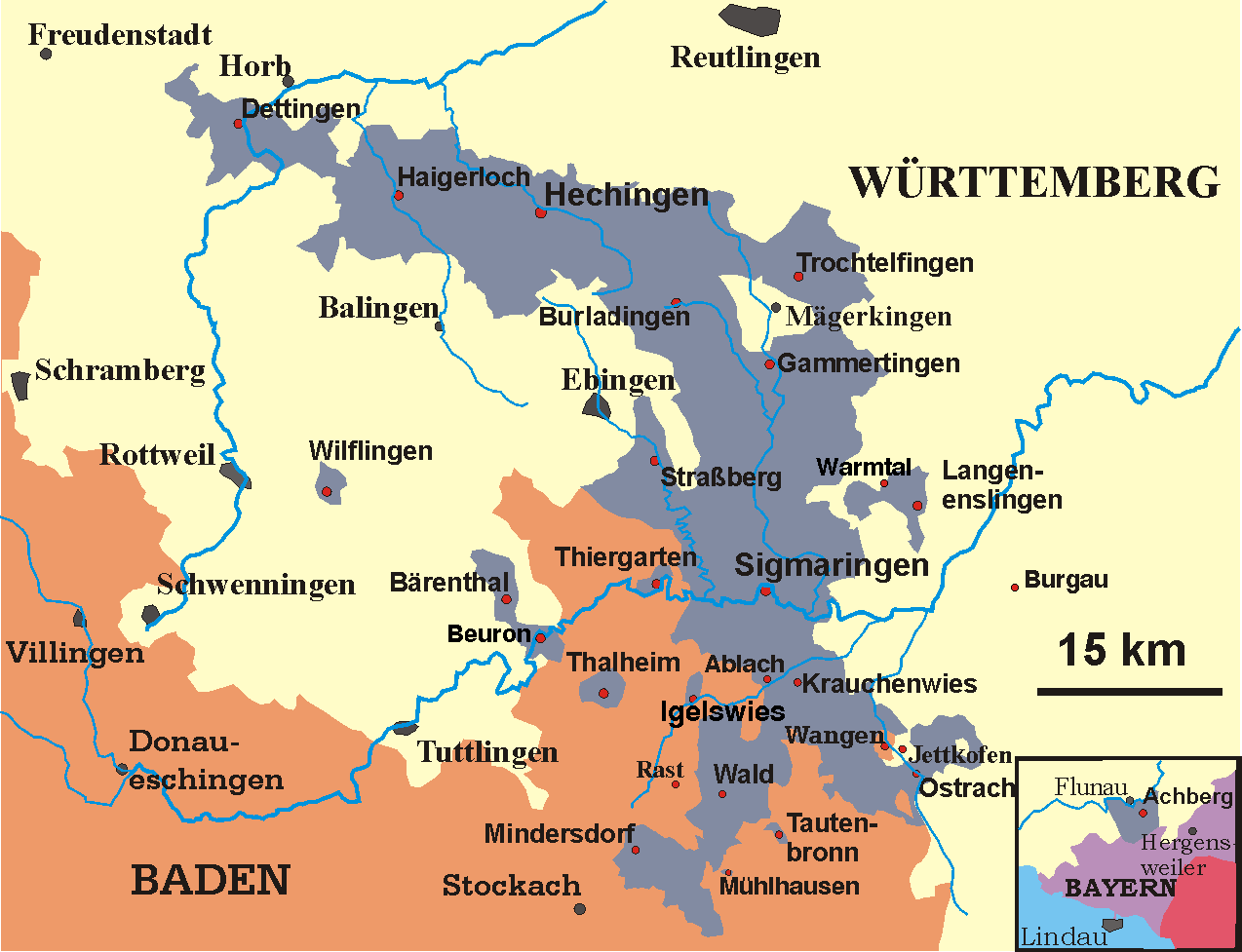
Округ Зигмаринген, 1930

### Статистические данные
Территория и население Земель Гогенцоллернов в 1900 году:
| Административный округ | Площадь, км² | Население, чел. | Количество управлений |
| ---------------------- | ------------ | --------------- | --------------------- |
| Округ Зигмаринген      | 1.142,27     | 66.780          | 4                     |

Территория и население Земель Гогенцоллернов в 1925 году:
| Административный округ | Площадь, км² | Население, чел. | Количество районов | Количество районов |
| Административный округ | Площадь, км² | Население, чел. | сельских           | городских          |
| ---------------------- | ------------ | --------------- | ------------------ | ------------------ |
| Округ Зигмаринген      | 1.142        | 71.840          | 2                  | 0                  |

Религиозный состав населения в 1925 году: 94,3 % — католики; 5,1 % — протестанты; 0,04 % — другие христианские конфессии; 0,5 % — евреи; 0,1 % — прочие конфессии.
Площадь и численность населения провинции по состоянию на 17 мая 1939 года в границах на 1 января 1941 года и количество районов на 1 января 1941 года:
| Административный округ | Площадь, км² | Население, чел. | Количество районов | Количество районов |
| Административный округ | Площадь, км² | Население, чел. | сельских           | городских          |
| ---------------------- | ------------ | --------------- | ------------------ | ------------------ |
| Округ Зигмаринген      | 1.142,26     | 73.706          | 2                  | 0                  |

### Городское и сельское население
Распределение населения по различным типам населённых пунктов в зависимости от их величины по общему количеству жителей, согласно данным переписи населения 1925 года и по состоянию на 17 мая 1939 года:
| Год  | Доля населения по категориям населённых пунктов по числу жителей | Доля населения по категориям населённых пунктов по числу жителей | Доля населения по категориям населённых пунктов по числу жителей |
| Год  | менее 2.000 жителей                                              | 2.000 — 100.000 жителей                                          | более 100.000 жителей                                            |
| ---- | ---------------------------------------------------------------- | ---------------------------------------------------------------- | ---------------------------------------------------------------- |
| 1925 | 82,6 %                                                           | 17,4 %                                                           | 0,0 %                                                            |
| 1939 | 76,2 %                                                           | 23,8 %                                                           | 0,0 %                                                            |

Крупнейшими городами Земель Гогенцоллернов являлись (по данным 1925 года):
- Зигмаринген — 5.282 чел.
- Хехинген — 5.109 чел.

## Обер-президенты
Так как Земли Гогенцоллернов не являлись самостоятельной провинцией, то здесь не было должности обер-президента, как в других провинциях. Однако президенты правительства (нем. Regierungspräsident) округа Зигмаринген обладали более широким спектром полномочий, чем президенты правительств других прусских округов, и во многих вопросах были приравнены к обер-президентам прусских провинций.

Герб провинции Гогенцоллерн

| Годы      | Президент правительства округа   | Партия  |
| --------- | -------------------------------- | ------- |
| 1850—1850 | Адольф фон Шпигель-Борлингхаузен |         |
| 1850—1851 | Антон фон Залвюрк                |         |
| 1851—1852 | Людвиг Виктор фон Виллерс        |         |
| 1853—1859 | Рудольф фон Зюдов                |         |
| 1859—1862 | Карл Теодор Зайдель              |         |
| 1862—1864 | Герман фон Граф                  |         |
| 1864—1874 | Роберт фон Блюменталь            |         |
| 1874—1887 | Герман фон Граф                  |         |
| 1887—1893 | Адольф Франк фон Фюрстенверт     |         |
| 1894—1898 | Франц фон Шварц                  |         |
| 1898—1899 | Карл Фридрих фон Эрцен           |         |
| 1899—1919 | Франц фон Брюл                   |         |
| 1919—1926 | Эмиль Бельцер                    | Центрум |
| 1926—1931 | Альфонс Шерер                    |         |
| 1931—1933 | Генрих Бранд                     | Центрум |
| 1933—1940 | Карл Симонс                      |         |
| 1940—1941 | Герман Дарзен                    |         |
| 1941—1942 | Ганс Писберген                   |         |
| 1942—1945 | Вильгельм Дрейер                 |         |